# Демидова Алла Сергіївна
Алла Сергіївна Демидова (рос. Алла Сергеевна Демидова) — радянська та російська акторка театру і кіно, майстриня художнього слова (читець), літераторка. Заслужена артистка РРФСР (1973). Народна артистка РРФСР (1984). Лауреатка багатьох російських фестивалів та кінопремій, а також Державної премії СРСР (1977).

## Життєпис
Народилася 29 вересня 1936 р. в Москві.
Закінчила Московський державний університет ім. М. Ломоносова (1960) та Театральне училище імені Б. В. Щукіна (1964).
У 1964—1994 р. — провідна акторка Московського театру драми і комедії на Таганці.
У 1993 р. заснувала і очолює власний експериментальний Театр «А». Виступає з літературно-поетичними авторськими програмами за творами Олександра Пушкіна, Івана Буніна, поетів Срібної доби (Ахматової, Блока, Цвєтаєвої та ін.).
Знімається у кіно з 1957 р. («Денні зорі», «Візит вічливості», «Шосте липня», «Дзеркало» та ін.).
Знялася в ряді українських картин. Грала Лесю Українку у фільмі Миколи Мащенка «Іду до тебе...» (1971, кіностудія ім. Олександра Довженка). Знялася в фільмах: «Комеск» (1965, Одеська кіностудія), картинах Кіри Муратової: «Настроювач» (2004, Росія—Україна), «Вічне повернення» (2012, Україна).
Одна з найбільш значних, глибоких і самобутніх російських акторок.
Авторка кількох книг, темою яких стали спогади і роздуми про природу театру і акторської майстерності ((рос.)«Вторая реальность» (1980), «А скажите, Иннокентий Михайлович…» (1988), «Владимир Высоцкий, каким знаю и люблю» (1989), «Тени зазеркалья» (1993), «Бегущая строка памяти» (2000), «Ахматовские зеркала» (2004) (власне тлумачення «Поеми без героя»), «Заполняя паузу» (перевидання книги «Бегущая строка памяти») (2007), «В глубине зеркал» (2008), «Письма к Тому» (2010), «Зеркальный лабиринт» (2013), «Ностальгия — это память» (2016), «Итальянские путешествия» (2017) тощо).

## Державні нагороди
- Заслужена артистка РРФСР (1973)
- Державна премія СРСР (1977) (1975 «Втеча містера Мак-Кінлі»)
- Народна артистка РРФСР (1984)
- Орден Дружби (16.04.1997) — «За заслуги перед державою, вагомий внесок у зміцнення дружби і співпраці між народами, багаторічну плідну діяльність у галузі культури і мистецтва»
- Премія Президента Російської Федерації в області літератури і мистецтва 2000 року (25 квітня 2001 року)
- Орден «За заслуги перед Вітчизною» IV ступеня (9.05.2007)
- Орден «За заслуги перед Вітчизною» III ступеня (28.07.2011)

## Фестивалі та премії
- 1993 — Премія імені К. С. Станіславського
- 2002 — ОРКФ «Кінотавр» в Сочі: Приз за найкращу жіночу роль другого плану (2002 «Листи до Ельзи»)
- 2004 — Премія Гільдії кінознавців і кінокритиків Росії «Золотий овен»: За найкращу жіночу роль (2004 «Настроювач»)
- 2004 — Премія «Ніка»: За найкращу жіночу роль (2004 «Настроювач»)[3]
- 2005 — Премія «Золотий орел»: За найкращу жіночу роль в кіно (2004 «Настроювач»)
- 2005 — РКФ «Література і кіно» в Гатчині: Приз губернатора Ленінградської області «За видатний внесок у розвиток театрального мистецтва і кінематографії Росії»
- 2009 — Премія «Кумир»: «За високе служіння мистецтву»
- 2011 — Національна премія «Росіянин року»
- 2013 — Лауреатка премії «Кришталева Турандот»: за довголітнє і доблесне служіння театру[4]
- 2015 — Російська національна театральна акторська премія імені Андрія Миронова «Фігаро» — «За служіння театральній Батьківщині»[5]
- 2016 — Лауреатка премії «Зірка Театрала» у почесній номінації «Легенда сцени»[6]
- 2018 — «Золота маска» у номінації «Найкраща драматична актриса»: за роль у виставі «Ахматова. Поема без героя» («Гоголь-центр», Москва)[7]
- 2018 — Лауреатка Платоновскої премії в Воронежі: «За безстрашність і гідність в мистецтві»[8]
- 2018 — Лауреатка Премії Станіславського: «За видатний внесок у розвиток театрального мистецтва Росії»[9]

## Фільмографія
- «Ленінградська симфонія» (1957, студентка на лекції)
- «Перше побачення» (1960, дівчина біля багаття (немає в титрах)
- «Дев'ять днів одного року» (1962, студентка (немає в титрах)
- «Що таке теорія відносності?» (1964, к/м, вчена-фізик)
- «Комеск» (1965, Лідія Ліняєва, чергова метеорологиня; Одеська кіностудія)
- «Денні зірки» (1966, Ольга Берггольц; реж. Ігор Таланкін)
- «Стюардеса» (1967, к/м, Ольга Іванівна)
- «Живий труп» (1968, Ліза Протасова; реж. Володимир Венгеров)
- «Служили два товариші» (1968, комісарка; реж. Євген Карелов)
- «Ступінь ризику» (1968, Женя; реж. Ілля Авербах)
- «Шосте липня» (1968, Марія Спиридонова; реж. Юлій Карасик)
- «Щит і меч» / Schild und Schwert (1968, Ангеліка Бюхер; реж. Володимир Басов)
- «Пори року» (кіноальманах). Новела «Четвертий тато» (1968, вихователька)
- «Чайковський» (1969, Юлія фон Мекк; реж. Ігор Таланкін)
- «Чайка» (1970, Ірина Миколаївна Аркадіна; реж. Юлій Карасик)
- «Все королівське військо» (1971, Анна Стентон)
- «Іду до тебе...» (1971, Леся Українка; Кіностудія імені Олександра Довженка)
- «Відплата» (1971, фільм-спектакль)
- «Ти і я» (1971, Катя; реж. Лариса Шепітько)
- «Візит ввічливості» (1972, Ніна Сергіївна, акторка; реж. Юлій Райзман)
- «Вірші про Прекрасну даму» (1972, фільм-спектакль)
- «Вибір мети» (1974, Джейн; реж. Ігор Таланкін)
- «Дзеркало» (1974, Єлизавета Павлівна; реж. Андрій Тарковський)
- «Втеча містера Мак-Кінлі» (1975, повія; реж. Михайло Швейцер) — Державна премія СРСР за виконання ролі (1977)
- «Легенда про Тіля» (1976, Катліна; реж. Олександр Алов і Володимир Наумов)
- «Повість про невідомого актора» (1976, Ольга Сергіївна Светільнікова; реж. Олександр Зархі)
- «Завжди зі мною» (1976, Олена Гнатівна Смисловська)
- «Червона квіточка» (1977, Чаклунка)
- «Любов Ярова» (1977, фільм-спектакль, Павла Петрівна Панова)
- «Отець Сергій» (1978, Пашенька; реж. Ігор Таланкін)
- «Склянка води» (1979, герцогиня Мальборо; реж. Юлій Карасик)
- «Пригоди Шерлока Холмса і доктора Ватсона: Собака Баскервілів» (1981, Лора Лайнс; реж. Ігор Масленников
- «Зорепад» (1981, мати Ліди; реж. Ігор Таланкін)
- «Пікова дама» (1982, оповідачка; реж. Ігор Масленников)
- «Олександр Блок. Батьківщина» (1984, фільм-спектакль, читає вірші Олександра Блока)
- «Час відпочинку з суботи до понеділка» (1984, Анна; реж. Ігор Таланкін)
- «Діти сонця» (1985, Олена Миколаївна Протасова; реж. Леонід Пчолкін)
- «Крейцерова соната» (1987, пасажирка; реж. Михайло Швейцер і Софія Мількіна)
- «Недільні прогулянки» (кіноальманах). Новела «Випробувач» (1987, Олена)
- «Осінь, Чертаново...» (1988, кінорежисерка; реж. Ігор Таланкін і Дмитро Таланкін)
- «Три сестри» (1989, фільм-спектакль, реж. Юрій Любимов; Маша)
- «Електра» (1992, фільм-спектакль, реж. Юрій Любимов; Електра)
- «Біси» (1992, Марія Тимофіївна Лебядкіна; реж. Ігор Таланкін і Дмитро Таланкін)
- «Маленька принцеса» (1997, міс Мінчін; реж. Володимир Грамматиков)
- «Незримий мандрівник» (1998, імператриця Єлизавета Олексіївна; реж. Ігор Таланкін і Дмитро Таланкін)
- «Спогади про Шерлока Холмса» (2000, Лора Лайнс; реж. Ігор Масленников)
- «Листи до Ельзи» (2002, Ельза; реж. Ігор Масленников)
- «Настроювач» (2004, Анна Сергіївна (заможна вдова); реж. Кіра Муратова, Росія—Україна, Одеська кіностудія)
- «Смерть Таїрова» (2004, Аліса Георгіївна Коонен; реж. Борис Бланк)
- «Російські гроші» (2006, Меропія Давидівна Мурзавецька; реж. Ігор Масленников
- «Вічне повернення» (2012, Україна, реж. Кіра Муратова, Україна)
- «Мішок без дна»/The Bottomless Bag (2017, Баба Яга; реж. Рустам Хамдамов) та ін.